# Epitaphium
Epitaphium für das Grabmal des Prinzen Max Egon zu Fürstenberg (W98) is een compositie van Igor Stravinsky voor fluit, klarinet en harp, gecomponeerd in 1959 en uitgevoerd tijdens de Donaueschinger Musiktage op 17 oktober 1959. Het werk is serieel gecomponeerd.
Prins Max Egon zu Fürstenberg was beschermheer van de Donaueschinger Musiktage; hij overleed in 1959. Stravinsky was zijn gast tijdens de festivals van 1957 en 1958. Elk van de drie concerten in 1959 hadden een muzikaal eerbetoon aan de prins met, naast die van Stravinsky, composities van Pierre Boulez en Wolfgang Fortner.
Stravinsky wilde aanvankelijk een duet voor twee fluiten componeren, in plaats van de uiteindelijke fluit-klarinetcombinatie. Het stuk werd geschreven om in een programma met Webern-liederen (het opus 15) waarin de fluit-klarinetcombinatie wordt gebruikt. Stravinsky is, zo gaf hij zelf aan, bij de compositie met een melodisch-harmonische frase begonnen, en niet met een puur seriële reeks in gedachte waarin alle twaalf noten verwerkt moesten zijn. Het seriële patroon kwam al componerend. Na het componeren van het twaalftoonsduet plaatste Stravinsky hier tegenover een harp als basinstrument. Stravinsky zag het werk als een soort hymne, zoals Purcells Funeral Music for Queen Mary.

## Oeuvre
Zie het Oeuvre van Igor Stravinsky voor een volledig overzicht van het werk van Stravinsky.

## Geselecteerde discografie
- Epitaphium (Arthur Gleghorn, fluit; Kalman Bloch, klarinet; Dorothy Remsen, harp) (in 1991 verschenen op CD in de 'Igor Stravinsky Edition' in het deel Robert Craft conducts under the supervision of Igor Stravinsky, Sony SMK 46 302)
- Epitaphium (Lorna McGhee, fluit; Dmitri Ashkenazy; Cristina Bianchi, harp) (Stravinsky Chamber Works & Rarities o.l.v. Vladimir Asjkenazi, Decca, 2CDs, 473 810-2)